# 李超 (棋手)
李超（1989年4月21日—），男，山西太原人，中国国际象棋棋手。2007年，晋升为国际象棋特级大师。

## 生平
2013年，李超在菲律宾马尼拉举办的亚洲国际象棋锦标赛中以7/9分的优异成绩夺得冠军头衔。

## 外部連結
- 李超 (棋手)－在ChessGames.com的棋手檔案
- 李超的新浪微博

| 前任： 帕瑞马佳·奈吉 | 亚洲国际象棋冠军 2013年 | 繼任： 余泱漪 |